# Rhynchadoretus leyi
Rhynchadoretus leyi är en skalbaggsart som beskrevs av Ohaus 1913. Rhynchadoretus leyi ingår i släktet Rhynchadoretus och familjen Rutelidae. Inga underarter finns listade i Catalogue of Life.